# Muara Pertemuan
Muara Pertemuan is een bestuurslaag in het regentschap Mandailing Natal van de provincie Noord-Sumatra, Indonesië. Muara Pertemuan telt 748 inwoners (volkstelling 2010).